# Orosius minuicus
Orosius minuicus är en insektsart som beskrevs av Dlabola 1979. Orosius minuicus ingår i släktet Orosius och familjen dvärgstritar. Inga underarter finns listade i Catalogue of Life.